# ماكس إرليك (كاتب)
ماكس إرليك (بالإنجليزية: Max Ehrlich)‏ (10 أكتوبر 1909، سبرينغفيلد في الولايات المتحدة - 11 فبراير 1983، لوس أنجلوس في الولايات المتحدة)؛ كاتب سيناريو وروائي أمريكي. درس في جامعة ميشيغان.

## روابط خارجية
- ماكس إرليخ على موقع IMDb (الإنجليزية)
- ماكس إرليخ على موقع قاعدة بيانات الفيلم (الإنجليزية)